# Teruhiko Miyahara
Teruhiko Miyahara (jap. 宮原照彦 Miyahara Teruhiko; ur. 23 lipca 1951 w prefekturze Nagasaki) – japoński zapaśnik walczący w stylu klasycznym. Olimpijczyk z Montrealu 1976, gdzie zajął 4. miejsce w kategorii do 62 kg.
Srebrny medalista igrzysk azjatyckich w 1974. Trzeci na MŚ juniorów w 1969. Odpadł w eliminacjach mistrzostw świata w 1974 i 1975 roku.